# Tracy Ferry
Tracy Ferry is een Amerikaans bassist, hij komt uit Elkhart (Indiana). Hij speelde bij de christelijke rockband Stryper. Ook speelde hij basgitaar bij de whitemetalband Whitecross en bij de bands Strange Celebrity en Plumb. Tevens bij Kristie Starling, een christelijke gospelzangeres die soms ook pop- en rockmuziek zingt.
Ferrie is de echte achternaam van Tracy.
Vanaf 2012 speelt hij in de band Boston, waar hij in maart 2021 nog steeds basgitarist en achtergrondzanger is.